# Kalamansig
Kalamansig è una municipalità di seconda classe delle Filippine, situata nella Provincia di Sultan Kudarat, nella regione di Soccsksargen.
Kalamansig è formata da 15 baranggay:
- Bantogon (Santa Clara)
- Cadiz
- Datu Ito Andong
- Datu Wasay
- Dumangas Nuevo
- Hinalaan
- Limulan
- Nalilidan
- Obial
- Pag-asa
- Paril
- Poblacion
- Sabanal
- Sangay
- Santa Maria